# Paul Cabannes
Aimé Paul Henri Cabannes, mais conhecido como Paul Cabannes (Paris, 26 de março de 1990), é um humorista francês radicado no Brasil desde 2015. Realiza shows de stand-up focados no comportamento cultural e social dos brasileiros sob a ótica de um estrangeiro.

## Biografia e carreira

### Início de vida
Antes de se mudar para o Brasil e tornar-se comediante, Paul teve diversas profissões em Paris, entre elas: inspetor de escola, massagista de rua, garçom, assistente administrativo e locutor de meteorologia em rádio.
Após o casamento dele em 2012 com a Luciane Teixeira da Silva, brasileira radicada na França, e após o nascimento das duas filhas, Paul se muda para o Brasil em 2015 com a família.

### 2015 - 2023: Primeiros anos no Brasil e primeiro show solo
No Brasil, após cogitar a abertura de um salão de beleza, ele passa a dar aulas como professor particular de Francês e cria um canal no YouTube. Em 2018, começa a se apresentar em shows de amadores em estilo "open mic" (microfone aberto) em bares de São Paulo.
Em 2020, Paul é um dos primeiros a abraçar o novo formato em alta de conteúdos, o de vídeos curtos, e ganha um milhão de seguidores em poucos meses. Essa fase é o divisor de águas na carreira dele. A partir de então, alguns vídeos chamam atenção do empresário artístico Felipe Simas, gestor de carreira de grandes talentos do show business brasileiro, como Anavitória e Manu Gavassi. Felipe o convida a integrar o casting de artistas da sua empresa e propõe a ele excursionar com uma turnê de um show de comédia pelo Brasil. Com o convite aceito, Paul escreve seu primeiro show completo, batizado de 'Parisileiro'. A estreia do show se dá em 2022 com teatros lotados por todo o país. Em junho de 2023, Paul apresentou-se no Teatro Positivo em Curitiba.
Após alcançar o sucesso de público e reconhecimento, Paul foi convidado para dar entrevistas em vários programas da televisão nacional como The Noite com Danilo Gentili em 2022, Faustão na Band, além de podcasts de grande alcance, como Achismos com Mauricio Meirelles, Inteligência LTDA e Flow.
Em junho de 2023, após uma bem-sucedida temporada de um ano em cartaz no Teatro Eva Herz em São Paulo, Paul faz uma apresentação especial na calçada interna da galeria do Conjunto Nacional, em um ato de resistência ao anúncio do fechamento da Livraria Cultura, espaço que abrigava o teatro.

### 2024 - Presente: segundo show solo
No inicio de 2024, ele lança seu segundo show, Alma de Brasileiro, um retrato da cultura brasileira, com a experiência de quem está há quase uma década no pais. Ele inicia uma turnê de dois anos pelo pais inteiro, assim como no Canada, na França, em Portugal, Irlanda e Inglaterra.
No dia 28 de março de 2024, ele recebe um convite da República Federativa do Brasil para participar do almoço presidencial com o Presidente Emmanuel Macron.
Em novembro do mesmo ano, ele encontra novamente o Presidente Francês e grava um vídeo com o mesmo, presente no Rio de Janeiro para participar do G 20. O vídeo é publicado nas redes sociais do humorista.
Em março de 2025, Paul Cabannes ganha o prêmio iBest de melhor comediante de stand up do Brasil pelo voto popular, na frente de Bruna Louise e Afonso Padilha.
Em abril de 2025, ele publica seu primeiro livro, nas edições Mojo. Um Francês no Brasil é um livro de tirinhas compilando as melhores piadas dele, que ele mesmo desenhou. Ele informou ter feito aulas de desenho para poder realizar esse projeto.

## Vida pessoal
No dia 5 de outubro de 2024, na volta de um show em Jundiaí, São Paulo, um carro bate em alta velocidade no carro dele, que acaba batendo na barreira de segurança da autoestrada e capotando. Segundo agentes da rodovia, a morte dos integrantes do carro (o Paul, o motorista dele, a filha dele e uma amiga da filha) foi evitada por grande sorte. O acidente é amplamente divulgado na imprensa nacional.

## Trabalhos

### Apresentações de stand up
- 2022 - 2023: Turnê com o show Parisileiro, postado em seguida no canal Youtube Paul Cabannes[8]
- 2024 - 2025: Turnê com o show Alma de Brasileiro[7]

### Literatura
- 2025: Um Francês no Brasil, livro escrito e desenhado pelo Paul, nas edições Mojo[18]

## Prêmios
- 2024: Top 3 na categoria Revelação digital em humor, pelo prêmio iBest.
- 2025: Vencedor na categoria Comediante Stand up, pelo prêmio iBest.[24]Referências

1. ↑  «Humorista francês que mora no Brasil viraliza nas redes com piadas sobre diferenças culturais». noticias.uol.com.br. Consultado em 29 de junho de 2023
2. ↑  «Paul Cabannes odeia áudios e croissant recheado, mas adora o Brasil e o sucesso que faz aqui». Folha de S.Paulo. 23 de maio de 2023. Consultado em 29 de junho de 2023
3. ↑  «Paul Cabannes odeia áudios e croissant recheado, mas adora o Brasil e o sucesso que faz aqui». Folha de S.Paulo. 23 de maio de 2023. Consultado em 15 de fevereiro de 2025
4. ↑  «Humorista francês que mora no Brasil viraliza nas redes com piadas sobre diferenças culturais». noticias.uol.com.br. Consultado em 16 de fevereiro de 2025
5. ↑  TARDE, A. (8 de março de 2023). «Sucesso na web, humorista francês Paul Cabannes se apresenta na Bahia». A TARDE. Consultado em 15 de fevereiro de 2025
6. ↑  «Stand-up #Parisileiro: graça das diferenças entre Brasil e França em cena». VEJA RIO. Consultado em 15 de fevereiro de 2025
7. 1 2  maicom (13 de fevereiro de 2025). «Paul Cabannes traz despedida da turnê Alma de Brasileiro para o ParkShopping São Caetano». ABC Repórter. Consultado em 15 de fevereiro de 2025
8. 1 2  claudia (28 de fevereiro de 2023). «Paul Cabannes em Curitiba PR, dia 18 Junho 2023». Festas e Shows. Consultado em 15 de fevereiro de 2025
9. ↑  «Sistema Brasileiro de Televisão - SBT». www.sbt.com.br. Consultado em 26 de julho de 2023
10. ↑  «Paul Cabannes diverte auditório do Faustão com show de piadas». www.band.uol.com.br. 25 de agosto de 2023. Consultado em 26 de julho de 2023
11. ↑  AchismosTV (13 de fevereiro de 2025), TODOS OS SONHOS DE INFÂNCIA SE TORNAM REALIDADE? | #3CONTINENTES #51, consultado em 15 de fevereiro de 2025
12. ↑  «Livraria Cultura fecha e humorista se apresenta na calçada: 'Resistência'». www.uol.com.br. Consultado em 26 de julho de 2023
13. ↑  «Humorista francês mantém show após Livraria Cultura fechar teatro: 'Ato de resistência'». Terra. Consultado em 26 de julho de 2023
14. ↑  «Teatro Eva Herz da Livraria Cultura é fechado e artista se apresenta na porta da loja». Folha de S.Paulo. 28 de junho de 2023. Consultado em 26 de julho de 2023
15. ↑  DELAGE, Par Sylvain (28 de março de 2024). «Totalement inconnu chez nous, ce Français est une star au Brésil, mais qui est Paul Cabannes ? - Edition du soir Ouest-France - 28/03/2024». Ouest-France.fr (em francês). Consultado em 29 de março de 2024
16. ↑  «Cet humoriste inconnu en France est une véritable star au Brésil». www.20minutes.fr (em francês). 29 de março de 2024. Consultado em 29 de março de 2024
17. ↑  «Croissant pode ter recheio? Presidente francês responde que não - 20/11/2024 - Você viu? - F5». f5.folha.uol.com.br. Consultado em 21 de fevereiro de 2025
18. 1 2  Cabannes, Paul (2025). Um Francês no Brasil. São Paulo: Mojo. ISBN 978-65-89008-52-1
19. ↑  «Humorista Paul Cabannes sofre acidente de carro em rodovia de SP». CNN Brasil. 8 de outubro de 2024. Consultado em 15 de junho de 2025
20. ↑  «Humorista francês Paul Cabannes diz que 'ficha ainda não caiu' após carro capotar em acidente: 'Algo surreal'». G1. 7 de outubro de 2024. Consultado em 15 de junho de 2025
21. ↑  «Comediante francês sofre acidente em São Paulo». Estadão. Consultado em 15 de junho de 2025
22. ↑  «Humorista francês Paul Cabannes sofre acidente de carro em SP; passageiros passam bem». F5. 8 de outubro de 2024. Consultado em 15 de junho de 2025
23. ↑  «Humorista Paul Cabannes após acidente de carro: "Estamos vivos filha" | Metrópoles». www.metropoles.com. 8 de outubro de 2024. Consultado em 15 de junho de 2025
24. ↑  «Confira quem são os vencedores do prêmio Ibest 2024». 15 de fevereiro de 2025. Consultado em 15 de junho de 2025